# Nucla (Colorado)
Nucla es un pueblo ubicado en el condado de Montrose en el estado estadounidense de Colorado. En el Censo de 2010 tenía una población de 711 habitantes y una densidad poblacional de 381,81 personas por km².

## Geografía
Nucla se encuentra ubicado en las coordenadas 38°16′00″N 108°32′55″O / 38.26667, -108.54861. Según la Oficina del Censo de los Estados Unidos, Nucla tiene una superficie total de 1.86 km², de la cual 1.86 km² corresponden a tierra firme y (0%) 0 km² es agua.

## Demografía
Según el censo de 2010, había 711 personas residiendo en Nucla. La densidad de población era de 381,81 hab./km². De los 711 habitantes, Nucla estaba compuesto por el 96.77% blancos, el 0.56% eran afroamericanos, el 0.7% eran amerindios, el 0.28% eran asiáticos, el 0% eran isleños del Pacífico, el 0.7% eran de otras razas y el 0.98% pertenecían a dos o más razas. Del total de la población el 5.06% eran hispanos o latinos de cualquier raza.